# Yuki Hashimoto
Pour les articles homonymes, voir Hashimoto.
Yuki Hashimoto (橋本 優貴, Hashimoto Yuki), née le 9 mai 1989, est une judokate japonaise en activité évoluant dans la catégorie des moins de 52 kg.

## Biographie
Aux Championnats du monde de judo 2013 à Rio de Janeiro, elle est médaillée de bronze en moins de 52 kg.

## Palmarès

### Compétitions internationales
| Année | Compétition           | Lieu           | Résultat | Catégorie      |
| ----- | --------------------- | -------------- | -------- | -------------- |
| 2013  | Championnats du monde | Rio de Janeiro | 3e       | Moins de 52 kg |

### Tournois Grand Chelem et Grand Prix
| Année | Compétition           | Lieu       | Résultat | Catégorie      |
| ----- | --------------------- | ---------- | -------- | -------------- |
| 2011  | Grand Prix Amsterdam  | Amsterdam  | 2e       | Moins de 52 kg |
| 2011  | Grand Slam Tokyo      | Tokyo      | 3e       | Moins de 52 kg |
| 2011  | Grand Prix Qingdao    | Qingdao    | 3e       | Moins de 52 kg |
| 2012  | Grand Prix Düsseldorf | Düsseldorf | 1re      | Moins de 52 kg |
| 2012  | Grand Slam Tokyo      | Tokyo      | 1re      | Moins de 52 kg |
| 2013  | Grand Slam Paris      | Paris      | 1re      | Moins de 52 kg |
| 2013  | Grand Slam Tokyo      | Tokyo      | 1re      | Moins de 52 kg |
| 2014  | Grand Prix Düsseldorf | Düsseldorf | 2e       | Moins de 52 kg |
| 2014  | Grand Slam Tokyo      | Tokyo      | 1re      | Moins de 52 kg |
| 2015  | Masters mondial       | Rabat      | 2e       | Moins de 52 kg |
| 2015  | Grand Slam Tokyo      | Tokyo      | 3e       | Moins de 52 kg |